# Aristokrates (Sohn des Aichmis)
Aristokrates (altgriechisch Ἀριστοκράτης Aristokrátēs) war ein legendärer König von Arkadien und Herrscher von Orchomenos.
Er war der Sohn des Aichmis und Vater des Hiketas. Einst begegnete er der jungfräulichen Priesterin der Artemis Hymnia und wollte sie verführen. Sie lehnte jedoch ab und begab sich in den Tempel. Er folgte ihr und schändete sie im Heiligtum. Als dies den Arkadern bekannt wurde, steinigten sie Aristokrates zu Tode. Von nun an verfügte man, dass die Priesterin der Artemis keine Jungfrau mehr sein dürfe. Nach Pausanias soll Aristokrates auch sonst frevelhaft gehandelt haben. Sein Grab soll sich östlich von Orchomenos am Fußes des Trachys befunden haben. Ernst Curtius, der Orchomenos im 19. Jahrhundert besuchte, beschrieb an dieser Stelle Überreste eines Grabhügels. Er liegt etwa 1,3 km nordöstlich von Orchomenos links der Straße nach Kandila. In der Nähe wurde eine anthropomorphe Stele im dädalischen Stil entdeckt, die vermutlich mit dem Grab in Verbindung stand. Obwohl die antiken Quellen dazu schweigen, gibt es Forscher, die vermuten, dass Aristokrates am Ersten Messenischen Krieg teilnahm. Andere wiederum vermuten, dass während seiner Regierung der Zweite Messenische Krieg begonnen habe. Diese zweite Annahme würde jedoch dazu führen, dass Hiketas nur sehr kurz regierte, da für dessen Sohn und Nachfolger, Aristokrates, die Teilnahme am Zweiten Messenischen Krieg überliefert ist.
Der Kirchenvater Hieronymus erzählt eine Begebenheit mit dem orchomenischen Tyrannen Aristokleidas, die stark an die Geschichte des Aristokrates erinnert. Auch die Überlieferung zu Aristomelidas, einem Tyrannen von Orchomenos, scheint eine Variante der Geschichte zu sein.